# Mitsero
Mitsero (gr. Μιτσερό) – wieś w Republice Cypryjskiej, w dystrykcie Nikozja. W 2011 roku liczyła 860 mieszkańców.